# Nome religioso

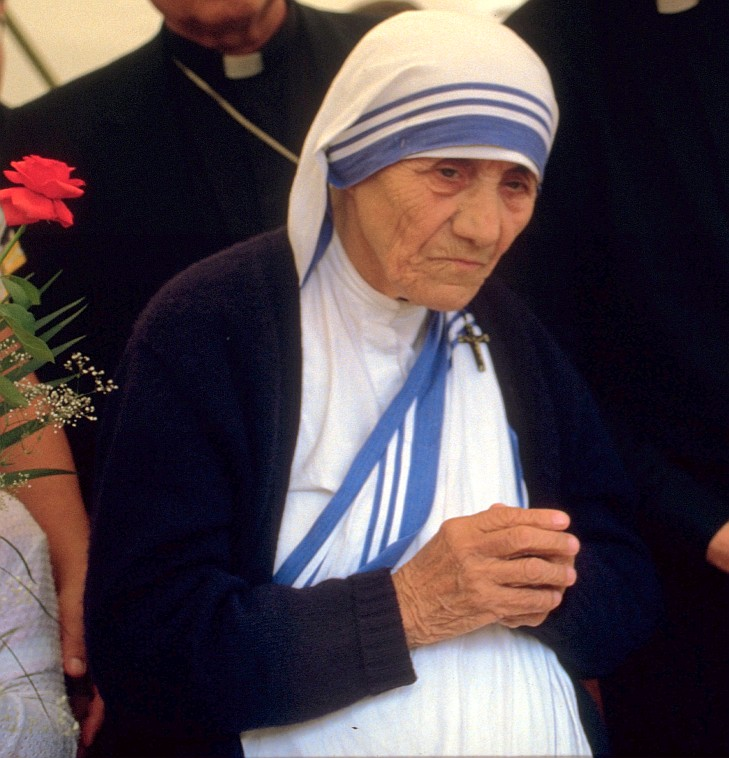
Madre Teresa de Calcutá foi o nome religioso de Agnes Gonxha Bojaxhiu.

Nome religioso é um tipo de prenome usador por alguém por motivos religiosos. Após se juntar a uma determinada ordem religiosa, um novo membro frequentemente adota um nome religioso. Um papa recém-eleito também passa a utilizar um novo nome.
Judeus que possuem um nome legal não-judeu costumam usar um nome hebraico. Muitas seitas budistas também praticam isso, e uma sangha recém-ordenada recebe um noma de seu mestre.